# Kathy McMillan
Kathy McMillan (Estados Unidos, 7 de noviembre de 1957) es una atleta estadounidense retirada, especializada en la prueba de salto de longitud en la que llegó a ser subcampeona olímpica en 1976.

## Carrera deportiva
En los JJ. OO. de Montreal 1976 ganó la medalla de plata en el salto de longitud, con un salto de 6.66 metros, tras la alemana Angela Voigt (oro con 6.72 m) y por delante de la soviética Lidiya Alfeyeva (bronce con 6.60 m).